# Alexis Guérin
Alexis Guérin (Libourne, 6 giugno 1992) è un ciclista su strada francese che corre per il team Anicolor-Tien 21. Attivo in formazioni UCI dal 2014, nel 2021 ha vinto l'Oberösterreich Rundfahrt.

## Palmarès
- 2012 (Entente Sud Gascogne)

1ª tappa Ronde de l'Isard (Saint-Girons > Carla-Bayle)
- 2015 (AWT Greenway)

1ª tappa Okolo Jižních Čech (Třeboň > Churáňov)
Classifica generale Okolo Jižních Čech
- 2016 (GSC Blagnac Vélo Sport 31)

GP de Périssac
1ª tappa Tour de Savoie Mont-Blanc (Saint-Michel-de-Maurienne > Cruseilles)
- 2017 (VC Rouen 76)

GP du Mugnet-Chambois
3ª tappa Kreiz Breizh Elites (Carhaix-Plouguer > Carhaix-Plouguer)
1ª tappa Tour de Côte d'Or (Clénay > Lamarche-sur-Saône)
- 2018 (Delko Marseille Provence KTM)

GP Chasseneuil-du-Poitou
Nocturne du Bouscat
- 2021 (Team Voralberg, quattro vittorie)

3ª tappa Oberösterreich Rundfahrt (Traun > Hinterstoder)
Classifica generale Oberösterreich Rundfahrt
2ª tappa Sibiu Cycling Tour (Sibiu > Bâlea Lac)
4ª tappa Tour de Savoie Mont-Blanc (San Giovanni di Moriana > La-Toussuire)
- 2022 (Team Voralberg, una vittoria)

4ª tappa Giro della Repubblica Ceca (Šumperk > Šternberk)
- 2023 (Bingoal WB, una vittoria)

4ª tappa Settimana Internazionale di Coppi e Bartali (Fiorano Modenese > Fiorano Modenese)
- 2024 (Philippe Wagner/Bazin, una vittoria)

2ª tappa Tour de Bretagne (Milizac-Guipronvel > Pontivy)
- 2025 (Anicolor-Tien 21, tre vittorie)

3ª tappa Volta Internacional Cova da Beira (Pinhel > Seia)
Classifica generale Volta Internacional Cova da Beira
Classifica generale Grande Prémio Internacional de Torres Vedras-Troféu Joaquim Agostinho

### Altri successi
- 2013 (Team Vorarlberg)

Classifica scalatori Tour du Gévaudan Languedoc-Roussillon
- 2015 (Team Vorarlberg)

Classifica a punti Okolo Jižních Čech
- 2021 (Team Vorarlberg)

Classifica scalatori Tour Alsace
- 2022 (Team Vorarlberg)

Schönberger Pfingstradrennen
Classifica scalatori Tour de Bulgarie
Classifica scalatori Tour of Croatia
- 2023 (Bingoal WB)

Classifica scalatori Settimana Internazionale di Coppi e Bartali
Classifica scalatori Giro di Sicilia
- 2024 (Philippe Wagner/Bazin)

Grand Prix de Saint-Étienne Loire
Classifica scalatori Tour de la Mirabelle
Classifica scalatori Tour du Limousin

## Piazzamenti

### Classiche monumento
- Liegi-Bastogne-Liegi

2023: 90°
- Giro delle Fiandre

2023: ritirato

### Competizioni continentali
- Campionati europei di ciclismo su strada

Olomuc 2013 - In linea: 22º
Olomuc 2013 - Cronometro Under-23: 6º
Nyon 2014 - Cronometro Under-23: 31º